# Leeroy Jenkins

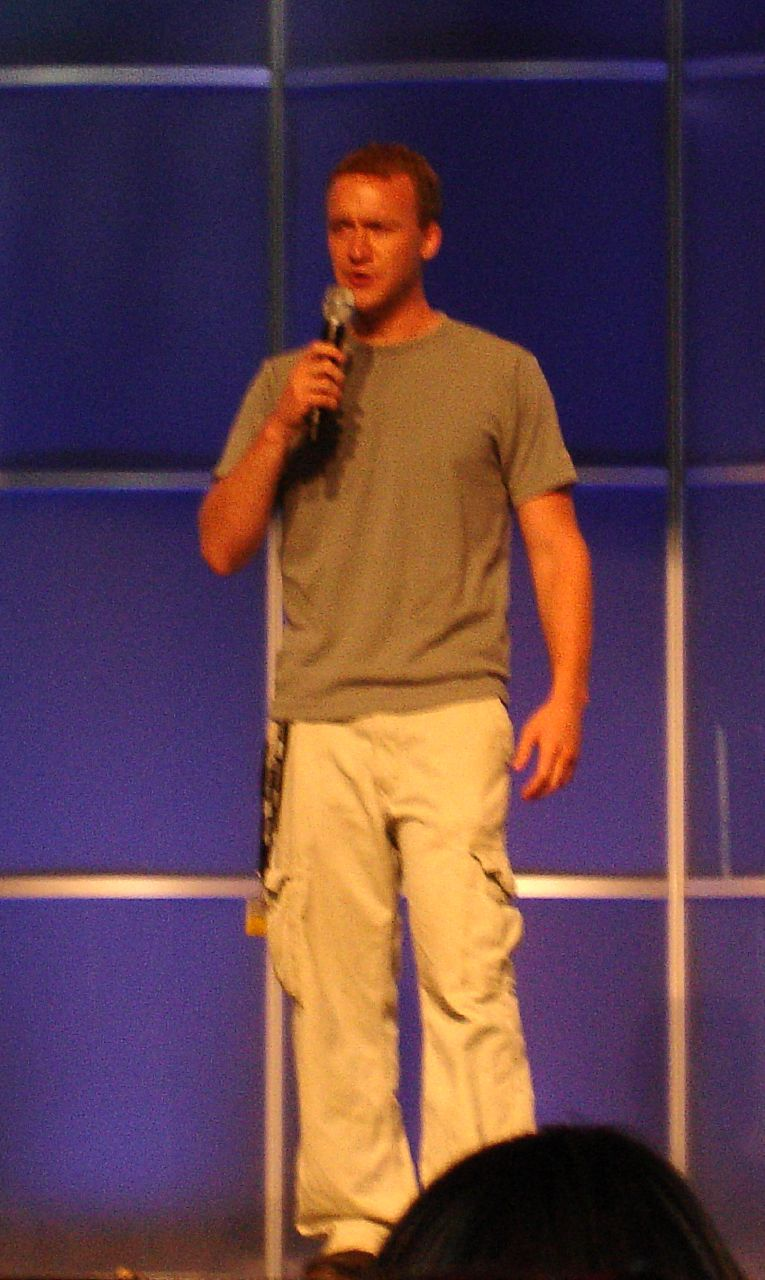
Ben Schulz auf der BlizzCon 2007

Leeroy Jenkins ist ein Spielercharakter von Ben Schulz im MMORPG World of Warcraft. Bekanntheit erlangte er durch ein 2005 veröffentlichtes Video, in dem er, seinen Namen brüllend, in einen Dungeon rennt, damit die vorher von seinen Mitspielern ausgearbeitete Strategie zunichtemacht und so für eine Niederlage seines Teams sorgt. Das Video entwickelte sich zu einem Internetphänomen und wurde auch in Medien außerhalb des Internets aufgegriffen. Kritiker werfen dem Video die Verwendung von rassistischen Stereotypen vor.

## Video
Das Video wurde am 10. Mai 2005 in einem Post in einem World-of-Warcraft-Forum veröffentlicht. Es ist etwa drei Minuten lang und zeigt eine von der Gilde PALS FOR LIFE aufgenommene Spielszene aus World of Warcraft. Darin befinden sich die Spieler vor dem Krähenhorst (englisch: rookery) an der Oberen Schwarzfelsspitze (englisch: Upper Blackrock Spire) und besprechen ihre Strategie für den folgenden Raid. Einer der Charaktere, der Paladin Leeroy Jenkins, sitzt am Boden und ist als AFK, also away from keyboard, gekennzeichnet. Nach etwa anderthalb Minuten springt Leeroy auf, sein Spieler ruft „Alright, time's up, let’s do this.“ („Alles klar, Zeit ist abgelaufen, lasst es uns machen.“), gefolgt von einem lang gezogenen Schrei seines Namens. Währenddessen läuft er mit seinem Charakter in den Krähenhorst. Nach kurzer Überraschung folgen die anderen Spieler ihm, wobei die geplante Strategie zunichtegemacht wurde und sie alle von den dort erscheinenden Drachen getötet werden. Leeroy streitet ab, dass es sein Fehler war, und beendet das Video mit der Aussage „At least I have chicken.“ („Wenigstens habe ich Hühnchen.“), ein Hinweis darauf, dass er sich während seiner Abwesenheit Essen zubereitet hatte.
2017 gaben die Macher des Videos bekannt, dass es inszeniert gewesen war, und veröffentlichten ein Video, das den ersten Aufnahmeversuch zeigen soll. Zuvor war bereits von vielen vermutet worden, dass das Video gestellt war.

## Rezeption

### World of Warcraftund andere Videospiele
Der große Erfolg des Videos sorgte dafür, dass auch Blizzard Entertainment, der Entwickler von World of Warcraft, die Figur in verschiedene seiner Produkte integrierte. So wurde sie in das Kartenspiel World of Warcraft Trading Card Game und das Online-Kartenspiel Hearthstone: Heroes of Warcraft aufgenommen. Auch eine Spielfigur mit seinem Namen erschien. Zudem wurde Leeroy Jenkins auch in das Spiel World of Warcraft integriert. Zum einen gibt es im Spiel eine Auszeichnung mit seinem Nachnamen. Zum anderen gibt es in der Erweiterung Warlords of Draenor die Möglichkeit, ihn in der Oberen Schwarzfelsspitze als Nicht-Spieler-Charakter erscheinen zu lassen.
Daneben gibt es in weiteren Videospielen anderer Entwickler Referenzen auf Leeroy Jenkins, darunter Guild Wars und City of Villains.

### Film und Fernsehen
Das Video und der Charakter Leeroy Jenkins wurden in verschiedenen Filmen und Fernsehserien aufgegriffen und parodiert, darunter Scrubs, How I Met Your Mother und Family Guy. Zudem war Leeroy Jenkins bereits im November 2005 Teil einer Antwort bei Jeopardy!, für die die Frage „Was ist World of Warcraft?“ gesucht wurde. Auch eine gelöschte Szene des Films Year One – Aller Anfang ist schwer, die später auf der DVD-Version erschien, parodierte das Video.

### Militär
Das Video um Leeroy Jenkins wurde in mehreren Publikationen von US-amerikanischen Militärangehörigen aufgegriffen, so etwa in Artikeln der Zeitschriften Armed Forces Journal und Military Review und auf der Website Task & Purpose.

### Kritik
Tanner Higgen und Nicolas LaLone werfen dem Video rassistische Tendenzen vor. So sei der Charakter Leeroy Jenkins aufgrund seines Vornamens, der verstellten Stimme seines Spielers und seiner Vorliebe für Hühnchen ein stereotyper schwarzer Charakter, der Bezüge zu der Figur Zip Coon aus Minstrel Shows aufweise. Genau wie bei dieser von Weißen durch Blackfacing dargestellten Figur beruhe die Komik von Leeroy Jenkins auf dem gescheiterten Versuch, sich in eine Gruppe von Weißen zu integrieren, dabei jedoch alles zu vermasseln und damit seine Dummheit unter Beweis zu stellen.
Die Darstellung Leeroy Jenkins’ als weißen Charakter im World-of-Warcraft-Kartenspiel kritisiert Nicolas LaLone als eine Form des Whitewashings. Als möglichen Grund für diese Entscheidung sieht Tanner Higgen neben einer angestrebten Massentauglichkeit des Produkts auch den Versuch, den Vorwurf von Rassismus im Video zu entkräften. Zudem sei sie ein Beispiel für die sehr geringe Anzahl von schwarzen Charakteren in Fantasy-Rollenspielen und die vorherrschende Meinung, dass Schwarze keine Helden sein können.